# Richard Beauchamp, Warwick grófja
Richard Beauchamp (?, 1382. január 28. –‎ Rouen, 1439. április 30.) angol főúr, katonai parancsnok és diplomata volt, aki három királyt – IV. Henrik, V. Henrik és VI. Henrik – is szolgált. Apja halála után ő lett Warwick 13. grófja.

## Élete
Richard Beauchamp pontos születési dátuma bizonytalan, valamikor 1382. január 25. és január 28. között született. Apja Thomas de Beauchamp, Warwick 12. grófja, anyja Margaret Ferres volt. 1401-ben, apja halála után ő örökölte Warwick grófi címét. Két felesége volt: Elizabeth de Berkeley, Lord Berkley lánya és Isabel le Despenser, Worcester grófjának özvegye. Első feleségétől három lánya, másodiktól egy fia, Henry született.
1403. július 21-én IV. Henrik oldalán harcolt a Sir Henry Percy elleni ütközetben Shrewsburynél, majd részt vett az Owen Glendower szította lázadás leverésében Walesben. Római és szentföldi zarándoklatot tett. Jeruzsálemből hazafelé hosszú utat tett, járt Velencében, Oroszországban, Litvániában, Lengyelországban, Poroszországban, Vesztfáliában. 1410-ben a királyi tanács tagja lett.
1414-ben V. Henrik Calais kapitányának nevezte ki. Számos alkalommal kapott diplomáciai feladatot, a király nevében tárgyalt a franciákkal és a burgundiaiakkal. Részt vett Normandia és Pikárdia elfoglalásában 1417-1422-ben. Szolgálataiért 1419-ben megkapta Aumale megyét.
V. Henrik halála után komoly szerepe volt abban, hogy Humphrey, Gloucester hercege nem tudta megszerezni a régensi pozíciót, így nem irányíthatta Angliát a kiskorú VI. Henrik helyett. Warwic grófja tagja volt az országot éveken át kormányzó tanácsnak, de sok időt töltött Franciaországban is. 1428 júniusa és 1436 májusa között a fiatal király nevelője volt.
1430 és 1432 között Franciaországban volt. Részt vett Jeanne d’Arc tárgyalásán és kivégzésén, valamint 1431-ben legyőzte a francia sereget Beauvais-nál. 1437-ben Franciaország és Normandia katonai kormányzójaként halt meg.

## Érdekesség
- Richard Beauchamp végrendeletében egy elkülönített összeget a warwicki Szent Mária-templomra hagyott, amelyből egy új kápolnát építettek. Testét 1475-ben helyezték el itt. A síremlék aranyozott bronz díszítése az Angliában fennmaradt hasonló középkori építmények egyik legszebbike.